# State of Shock
«State of Shock» (Estado de shock) es un sencillo de 1984 del álbum Victory de The Jacksons. La canción es cantada por Michael Jackson y Mick Jagger de los Rolling Stones, pero además, existe una versión extraoficial cantada por Michael Jackson y Freddie Mercury de Queen, con quien originalmente se grabó la canción.
"State of Shock" es el mayor éxito del álbum Victory que alcanzó el número 3 en las listas del Billboard Hot 100 de Estados Unidos y el número 14 en los UK Singles Chart. Los otros dos sencillos "Torture" y "Body" del álbum, tuvieron menos éxito. Posteriormente se creó una versión dance-mix de duración 5:41.
La canción también fue interpretada por Mick Jagger y Tina Turner en 1985, en el concierto "Live Aid".
- Datos: Q1969529